# 东莞外国语学校
东莞外国语学校，简称莞外，是一所位于东莞市的十二年一贯制公办外国语学校，为东莞市教育局直属学校。
东莞市教育局于2013年1月提出建立一所市属公办外国语学校的设想，2013年9月，东莞市教育局正式宣布该学校定名为东莞外国语学校，并将原东莞市玉兰中学校址翻新后交付东莞外国语学校使用，原东莞市玉兰中学学生分流至东莞市其余公办学校。2014年9月，东莞外国语学校正式投入使用。
东莞外国语学校是东莞市教育局认定的办学水平较高的高中之一，为东莞市教育局指定的参加东莞市高中阶段学校名额分配（指标分配）招生系统的八所办学水平较高的公办学校之一。

## 历史
2013年1月，东莞市教育局提出建设一所高水平外国语学校的设想，选址于东莞市玉兰学校和东莞市商业学校南校区。
2013年7月，东莞市玉兰中学正式停止办学，原东莞市玉兰中学学生抽签分流至东莞中学、东莞中学松山湖学校等学校，原校址进行翻新后交付东莞外国语学校使用。
2014年9月，东莞外国语学校正式投入使用。

## 校园文化建设

### 校徽
东莞外国语学校校徽以盾牌为主体元素，由字母“DG”、莞香花、地球和图书组成。
- 校徽盾牌的形状代表着一种骑士的精神，勇敢、担当、绅士的风格，代表了学校对个人身份和个人荣誉的注重；
- 校徽中的英文字母“DG”表示东莞；
- 校徽右上方的“莞香花”代表着美丽、美好的事物；
- 校徽左下方“地球”是代表着国际的视野，世界的眼光，代表莞外学子面向世界，融合民族文化，博取众长；
- 校徽右下方的“图书”代表知识和智慧，象征着求知和探索的勇气。

### 校歌
东莞外国语学校校歌为《筑梦莞外》，由东莞外国语学校中学音乐科组作曲、编曲，东莞外国语学校小学、中学语文科组和全体学生共同作词。

### 社团
东莞外国语学校现有各类社团53个，统一由东莞外国语学校学生处、校学生社团指导中心直接管理、监督和评估。

### 学生组织
东莞外国语学校学生自治组织为校团委学生会。校学生会下设外联部、活动部、权益部、志愿部、新媒部等，负责组织校内各类活动。校团委下分组织部、培训部、办公室，负责新团员的发展和团员培训并指导学生会进行工作。

## 校址

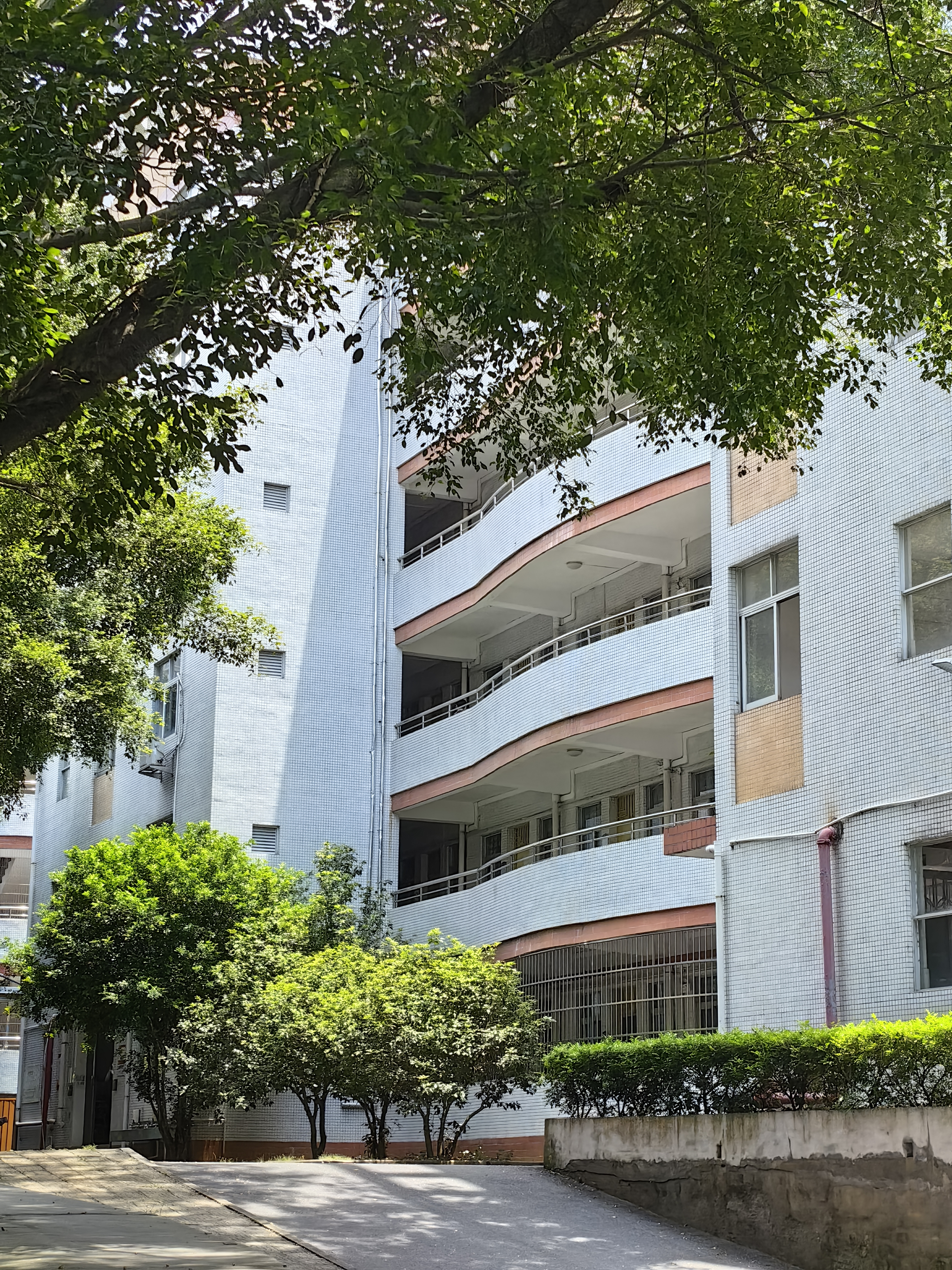
东莞外国语学校学生宿舍F栋。

东莞外国语学校现校址为原东莞市玉兰学校翻新后投入使用，学校内现包括小学部（三年级至六年级）、初中部和高中部。
东莞外国语学校小学部已不再招生新生，原小学部逐步废弃并整体搬迁至东莞外国语学校教育集团内各集团学校。

## 集团化办学
东莞外国语学校为东莞市首批品牌学校，作为东莞外国语学校（集团）的创始学校和龙头学校，带领集团下属学校取得了良好的办学成果。东莞外国语学校教育（集团）现包括5所学校。
- 东莞外国语学校（集团）寮步镇外国语小学
- 东莞外国语学校（集团）寮步镇外国语初级中学
- 东莞外国语学校（集团）滨海湾未来学校（小学、初中）
- 东莞外国语学校（集团）黄江中学（初中）
- 东莞外国语学校（集团）东城外国语小学